# アンモニオス・サッカス
アンモニオス・サッカス（生没年不明、英: Ammonius Saccas 古希: Ἀμμώνιος Σακκᾶς Ammōnios Sakkas）は、3世紀前期アレクサンドリアで活動した神秘主義哲学者。「神より教わりし人（テオディダクトス）」と呼称された。著名な弟子に新プラトン学派のプロティノス、キリスト教神学者のオリゲネス、修辞学者のロンギノスがいる。